# Hedeby

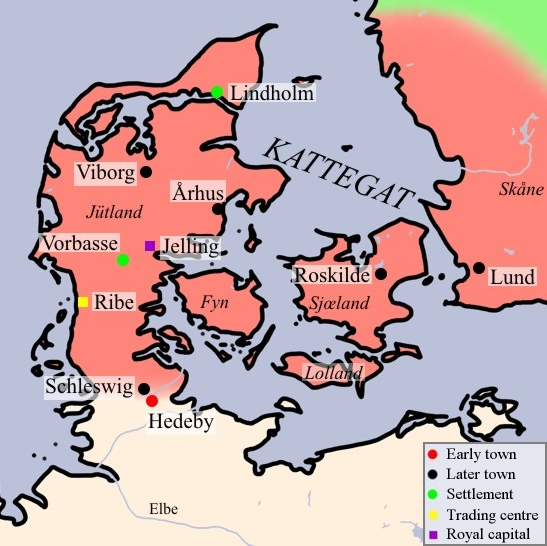
Kaart van Denemarken in de vroege middeleeuwen met Hedeby

Hedeby (Oudnoords Heiðabýr, afgeleid van heiðr = heide, en býr = erf, veld, oftewel "heideveld", ook in Oud-Saksisch / Oudfrankisch Sliasthorp en Sliaswich, nederzetting aan de Sleich), historisch Haithabu, was een belangrijke middeleeuwse nederzetting in het Denemarken van de Deense Vikingen en Zweedse Varjagen (8e-11e eeuw). De plaats lag enkele kilometers ten zuiden van het hedendaagse Jutland. Het was een belangrijk handelscentrum en het belangrijkste knooppunt voor de handel over lange afstanden tussen Scandinavië, West-Europa, het Noordzeegebied en de Baltische staten. Het werd rond 770 gesticht en werd uiterlijk in 1066 verwoest. Tegenwoordig behoort Hedeby tot Duitsland, het gebied maakt deel uit van de gemeente Busdorf bij de stad Sleeswijk in het district Schleswig-Flensburg. Sinds 2018 is het samen met de Danevirke Unesco-werelderfgoed. Aan de hand van archelologisch onderzoek zijn enkele huizen, steigers en brug van de handelsnederzetting van de Vikingen nagebouwd, het Wikinger Museum Haithabu.

## Geschiedenis
Na de grote volksverhuizingen, waarbij veel Angelen en Saksen naar Engeland emigreerden, verspreidden zich Denen en Juten in de eerste helft van de 8e eeuw vanuit het noorden naar de Schlei en baai van Eckernförde. Het gebied lijkt hier dunbevolkt te zijn geweest. Hedeby ontstond aan een strategisch gunstig gelegen uitloper van de Schlei, een inham in de moerassen aan de Oostzee op het schiereiland Cimbrian, vlak bij de historische langeafstandsroute Ochseneweg (Heerweg). Vanaf deze plaats konden goederen en schepen het makkelijkst van de Oostzee naar de Noordzee getransporteerd worden, het land is tussen Schlei en Husum op zijn smalst. De plaats behoorde destijds waarschijnlijk tot de administratieve eenheid Arensharde.
Hedeby wordt voor het eerst vermeld in de Frankische kroniek (804) van Einhard, een geleerde die in dienst was van Karel de Grote. Het zou rond 770 gesticht zijn. In 808 verwoestte de Deense koning Gudfred de Slavische nederzetting Reric, gelegen bij Wismar, en volgens de Frankische kroniek nam hij de handelaren mee naar Hedeby om ze daar, dichter bij zijn land te hervestigen. Deze actie was bedoeld om zijn concurrent, Karel de Grote, een slag toe te brengen. Het gevolg was dat Hedeby zich economisch ging ontwikkelen. Dezelfde Frankische bron vermeldt dat Gudfred de Danevirke om Hedeby versterkte, een aarden verdedigingswal die de grens tussen Jutland en het Karolingische rijk moest beschermen. Deze wal is nog duidelijk herkenbaar in het landschap. Zij maakt deel uit van een systeem van stadswallen rond Hedeby. Er zijn ook enkele runenstenen gevonden.

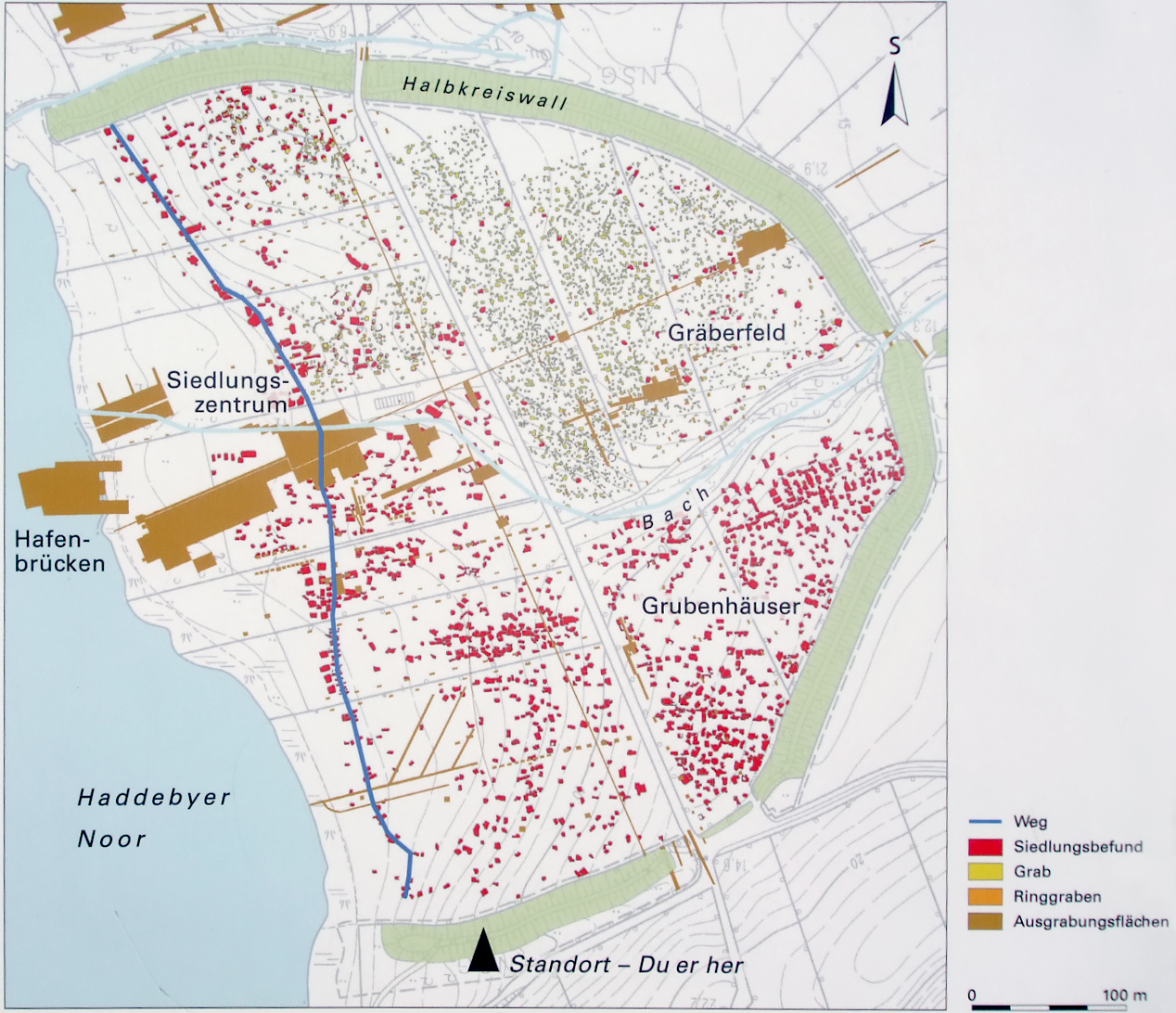
Kaart van het historische Haithabu

Er moeten 1000 tot 1500 personen in Hedeby hebben gewoond toen de Vikingen op het hoogtepunt van hun macht stonden. Na verwoestingen door de Noorse koning Harald Hardrada (1050) en een Westslavisch leger in 1066 werd Hedeby verlaten.
Op de plaats van het oude Hedeby ligt nu een openluchtmuseum, het vikingmuseum Wikinger Museum Haithabu. Er staan enkele gereconstrueerde gebouwen, een brug en aanlegsteigers. De wallen rond de voormalige nederzetting maken deel uit van het natuurgebied Haithabu-Dannewerk.

## Koningen en koninginnen
Uit de geneologie zijn bekend: 
- Erik I van Haithabu, koning van Haithabu (± 790-854)
- Harald III van Haithabu, koning van Jutland (± 792-844)
- Godfried Haraldson van Haithabu, koning van Jutland (± 812 -± 856)
- Erik II "de machtige" van Haithabu, 14e koning van Haithabu 870-891 (± 830- na 891), getrouwd met Gisela Haraldsdatter.[2][3]
- Gisela van Haithabu, koningin van Haithabu (± 882-?), kind van Godfried I (de Noorman) van Friesland (graaf van Friesland, koning van Jutland, prins van Denemarken) en Gisela (karolinger) van Lotharingen, later abdis van Nijvel en Fosse[4]
- Erik III van Haithabu, koning van Haithabu (± 875-?)[5]

## Galerij

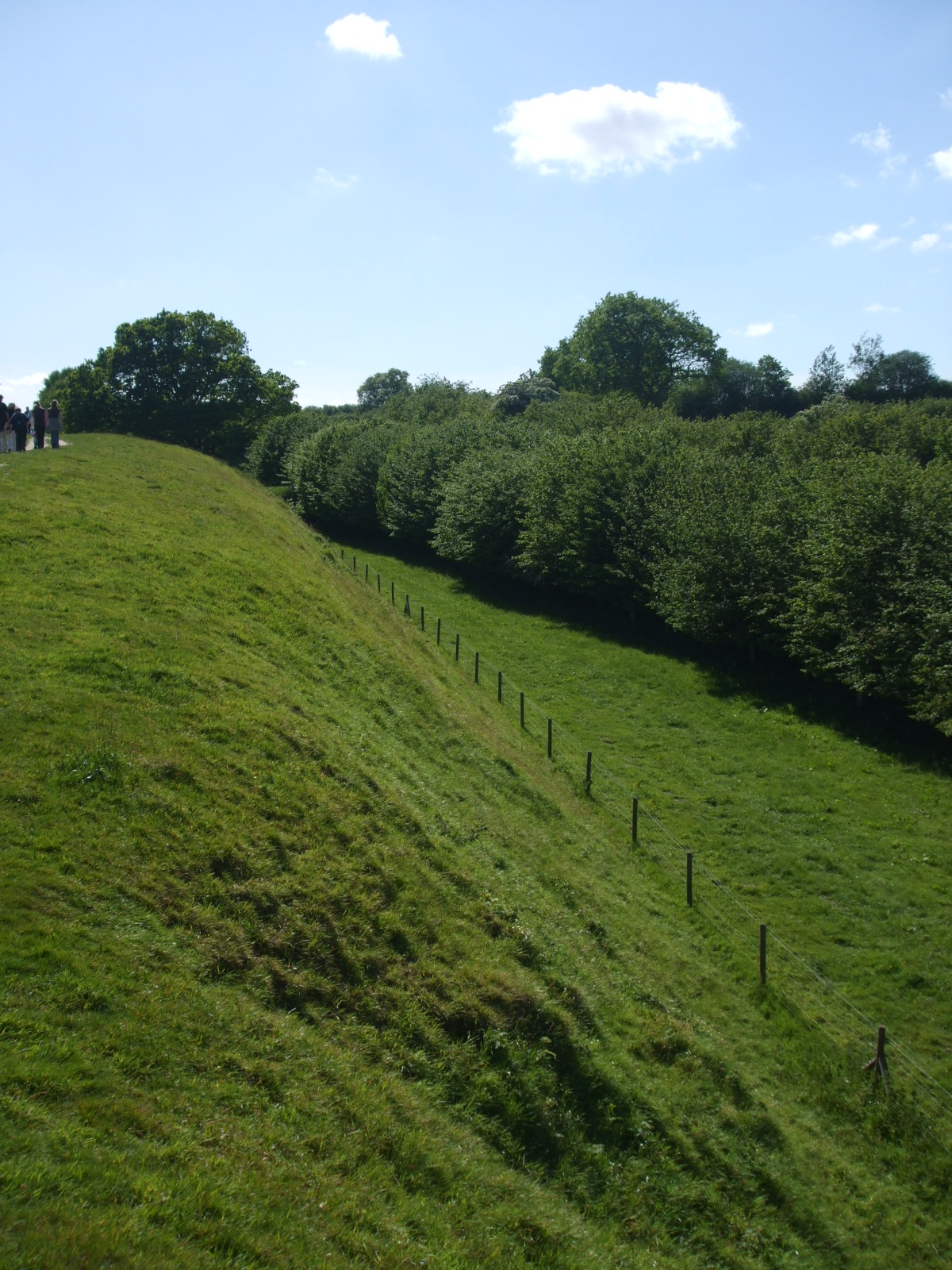
Noordelijke doorsnee van de wal
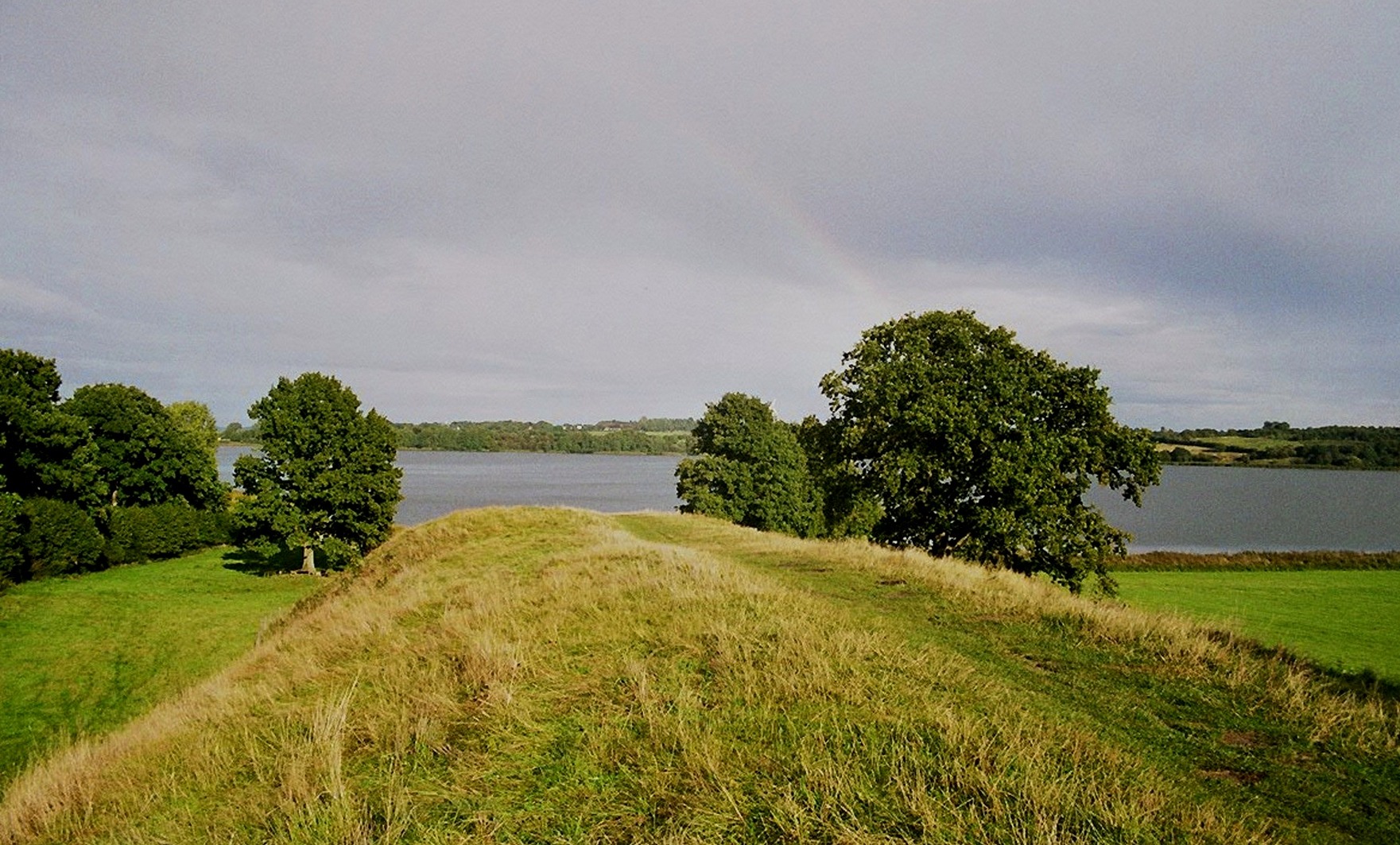
Blik op Haddebyer Noor
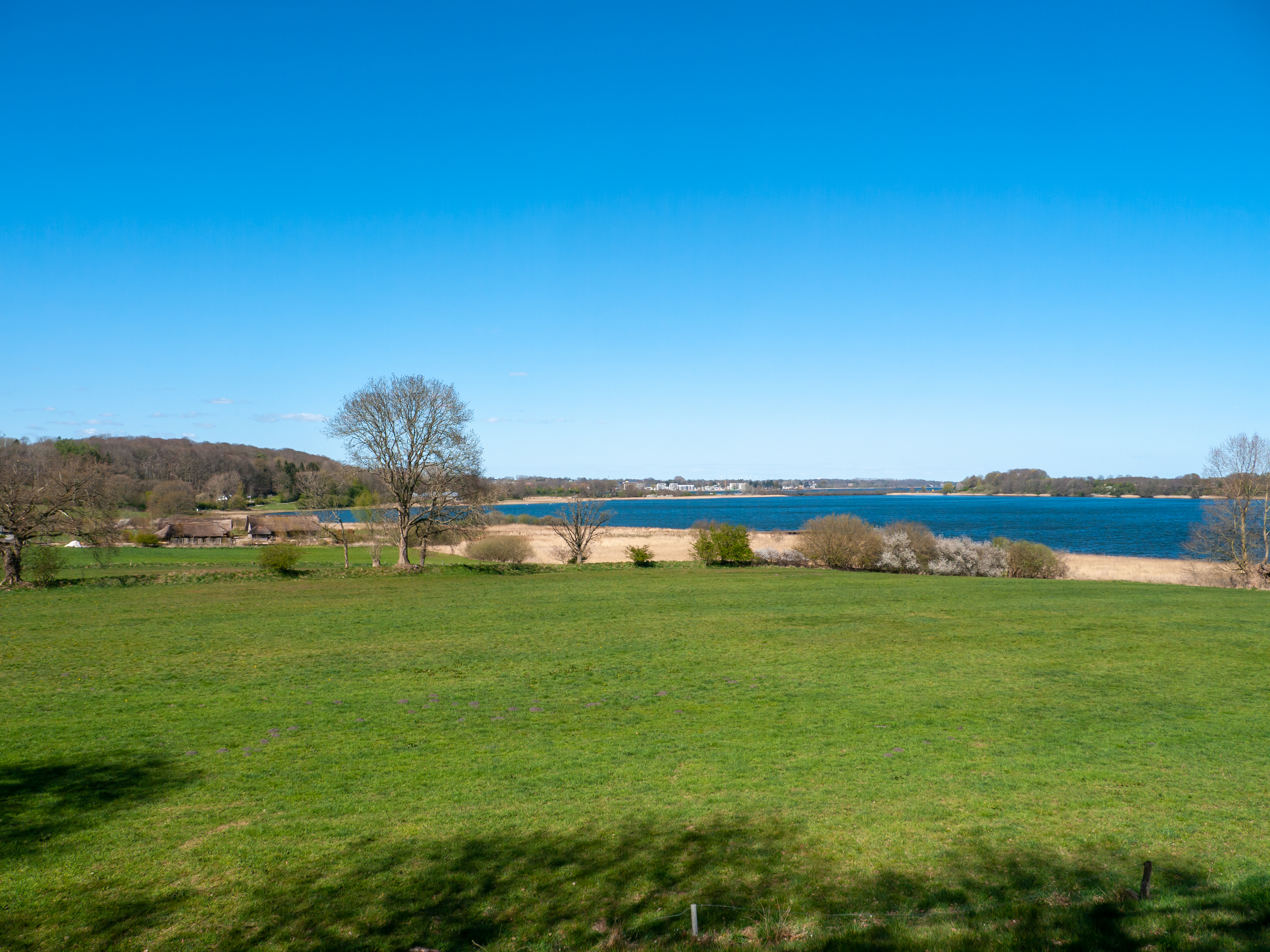
Hedeby, Busdorf
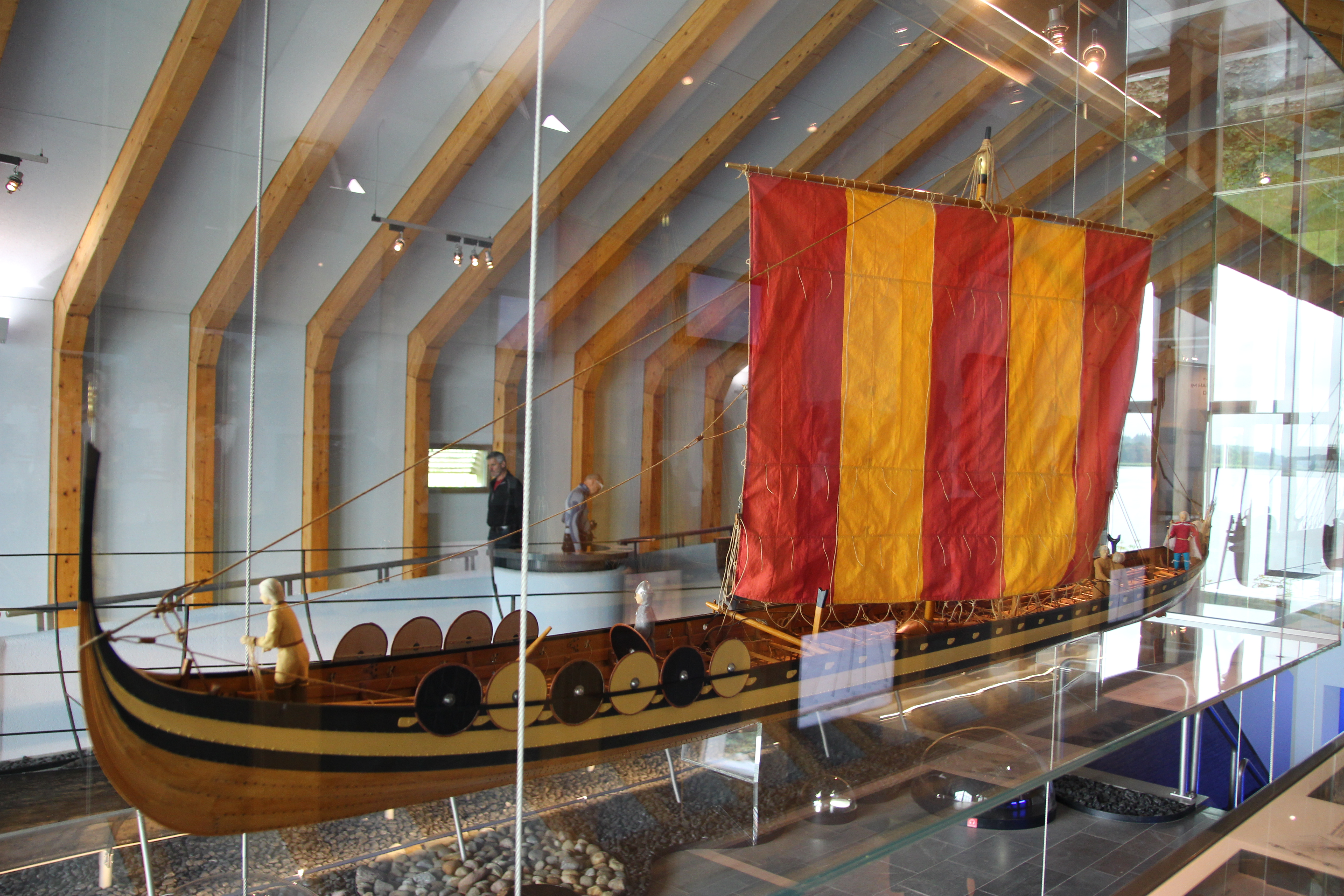
nagebouwd schip